# إيمان حرم
إيمان حرم (1958-) هي فنانة فلسطينية، من مواليد دمشق لعائلة مهجرة من حيفا عقب أحداث النكبة عام 1948. ككافة فلسطينيو الشتات تنقلت إيمان بين بلدان عديدة، واتخذت لها هويات مختلفة على مدى السنين في منفاها البعيد عن بلدها الأم. فنشأت في بيروت خلال الفترة الواقعة بين الأعوام 1960 و1980، ثم انتقلت للولايات المتحدة وعاشت فيها حتى عام 2000، لتسقر أخيراً في كندا والأردن حيث تتنقل بين مونتريال وعمان. حصلت إيمان على شهادة البكالوريوس في العمارة من معهد نيويورك للتكنولوجيا عام 1982، وأتمت درجة الماجستير في تاريخ الفن عام 1992 من جامعة جنوب فلوريدا. في فترة إقامتها في الولايات المتحدة تنقلت بين كل من فلوريدا، ونيويورك، وواشنطن لمدة عشرين عاماً قبل انتقالها لكندا.

## مشاركاتها الفنية
تنتمي إيمان للعديد من المجموعات الفنية وأستوديوهات الفنون المطبعية في مونتريال، منها: مجموعة Fovea للتصوير، وأستوديو سركلير، وأستوديو المطبعة. تعتبر أعمالها متعددة التخصصات الفنية. فترتكز معظم أعمالها بشكل محوري على الصورة الفوتوغرافية، لكنها تستخدم في الوقت ذاته أعمالاً صوتية، وتركيبية تعتمد على إعادة تركيب لأجزاء متناثرة، وتوصف أعمالها بالأرشيفية والتوثيقية حيث تعمل على توثيق قصص فردية وجماعية للفلسطينيين في محاولة منها لنفي الرواية الصهيونية بأن فلسطين كانت «أرض بلا شعب، لشعب بلا أرض»، وتسليط الضوء على معاناة أبناء شعبها. إذ تُعرض أعمالها التصويرية وتصميماتها في العديد من المعارض المحلية والدولية للفنون المختلفة. وحازت على جائزة MAI للإرشاد بين الثقافات في فئة الفنون البصرية، في مونتريال عام 2009.